# Arnaud-Guilhem
Arnaud-Guilhem är en kommun i departementet Haute-Garonne i regionen Occitanien i södra Frankrike. Kommunen ligger i kantonen Saint-Martory som tillhör arrondissementet Saint-Gaudens. År 2022 hade Arnaud-Guilhem 231 invånare.

## Befolkningsutveckling
Antalet invånare i kommunen Arnaud-Guilhem
Referens:INSEE